# John H. McCarthy
John Henry McCarthy (* 16. November 1850 in New York City; † 5. Februar 1908 ebenda) war ein US-amerikanischer Jurist und Politiker. Zwischen 1889 und 1891 vertrat er den Bundesstaat New York im US-Repräsentantenhaus.

## Werdegang
John Henry McCarthy wurde ungefähr zweieinhalb Jahre nach dem Ende des Mexikanisch-Amerikanischen Krieges in New York City geboren und wuchs dort auf. Er besuchte das De La Salle Institute, die Christian Brothers und das St. Francis Xavier College. Danach ging er kaufmännischen Geschäften nach. Er studierte Jura. Seine Zulassung als Anwalt erhielt er 1873 und begann dann in New York City zu praktizieren. Er saß in den Jahren 1880 und 1881 in der New York State Assembly. Zwischen 1882 und 1888 war er Richter (civil justice) im fünften Gerichtsbezirk von New York City. Politisch gehörte er der Demokratischen Partei an.
Bei den Kongresswahlen des Jahres 1888 für den 51. Kongress wurde McCarthy im achten Wahlbezirk von New York in das US-Repräsentantenhaus in Washington, D.C. gewählt, wo er am 4. März 1889 die Nachfolge von Timothy J. Campbell antrat. Er trat allerdings am 14. Januar 1891 wegen eines Richterpostens von seinem Sitz zurück.
Gouverneur David B. Hill ernannte ihn am 11. Januar 1891 zum Richter am Amtsgericht von New York City, um dort eine Vakanz zu füllen. McCarthy wurde später in dasselbe Amt gewählt und wiedergewählt und diente dort bis zu seinem Tod am 5. Februar 1908. Sein Leichnam wurde auf dem Calvary Cemetery in Long Island City beigesetzt.